# 杰克·施洛斯伯格
约翰·布维尔·“杰克”·肯尼迪·施洛斯伯格（英語：  John Bouvier "Jack" Kennedy Schlossberg， 1993年1月19日— ），是卡羅琳·肯尼迪之子、约翰·肯尼迪外孙。

## 早年生活和教育
约翰·布维尔·肯尼迪·施洛斯伯格于1993年1月19日出生于纽约市。他被称为“杰克”，是设计师兼艺术家埃德温·施洛斯伯格与作家兼外交官卡罗琳·肯尼迪三个孩子中最小的一个，以他的外祖父、美国第35任总统约翰·肯尼迪和外曾祖父、华尔街股票经纪人约翰·韦尔努·布维尔三世的名字命名。联邦参议员泰德·肯尼迪是杰克·施洛斯伯格的舅公和教父，杰克·施洛斯伯格曾在舅舅小约翰·肯尼迪的婚礼上担任持戒人。                
施洛斯伯格与他两个姐姐罗斯和塔蒂亚娜主要在曼哈顿上东区长大，并且在他们的外祖母杰奎琳·肯尼迪·奥纳西斯的玛莎葡萄庄园度过了很长一段时间。在夏天，施洛斯伯格在一艘包租渔船上工作，他还参加了曼哈顿的棒球和篮球联赛。杰克·施洛斯伯格的父亲埃德温·施洛斯伯格源自乌克兰阿什肯纳兹犹太人的犹太教正统派家庭，他的母亲卡罗琳·肯尼迪是一位拥有爱尔兰、法国、苏格兰和英国血统的天主教徒。杰克·施洛斯伯格从小就是天主教徒，但他的母亲也会将光明节“融入到家庭的节日庆祝活动中”。
施洛斯伯格高中畢業後前往耶鲁大学學習日本歷史。2017年就讀哈佛法學院，2018年從哈佛商学院畢業 。

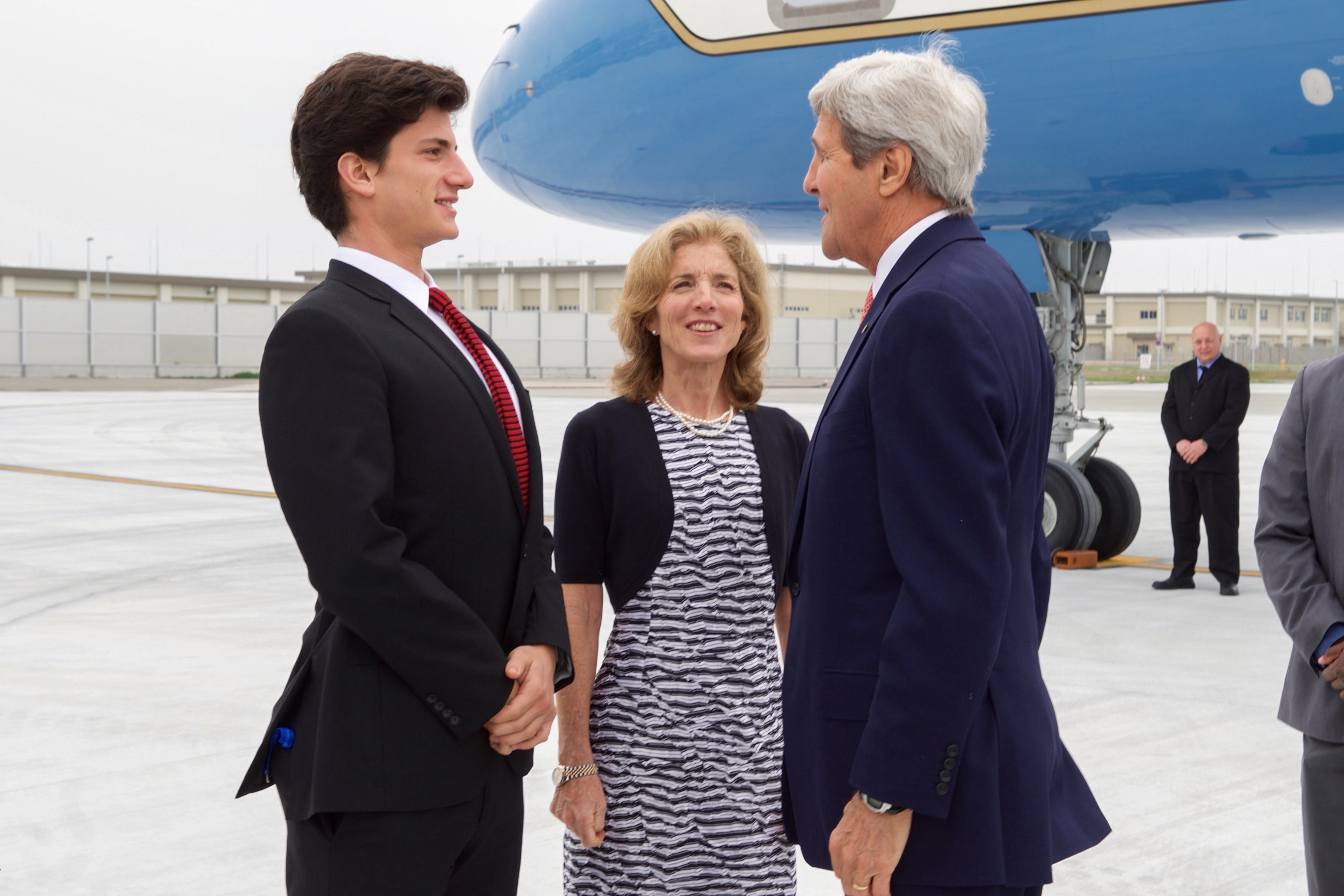
杰克·施洛斯伯格母子會見美國国务卿約翰·福布斯·凱瑞

2015年，施洛斯伯格從耶鲁大学毕业后，前往日本公司樂天上班 。一年后又來到美国国务院和三得利工作 。
2017年，施洛斯伯格成為國際氣候變遷關切組織350.org的执行董事 。2020年民主黨全國代表大會召開的第二天，施洛斯伯格现身並发表演讲「We Lead from the Oval Office」  。

## 演出
| 节目名                 | 性质 | 年份   | 角色                     |
| ---------------------- | ---- | ------ | ------------------------ |
| Blue Bloods (season 8) | 客串 | 2018年 | 积克·哈麻（Jack Hammer） |

## 外部連結
- 杰克·施洛斯伯格的X（前Twitter）
- 杰克·施洛斯伯格的Instagram帳戶
- 杰克·施洛斯伯格在互联网电影资料库（IMDb）上的資料（英文）